# Чемпіонат Галичини. Кваліфікаційний турнір 1912 (анульований)
«Кваліфікаційний турнір до I класу» (пол. Zapasy kwalifikacyjne o I klasę) —  це футбольний турнір у Галичині, для команд II класу — метою змагань якого було визначення трьох кращих команд, які мали перейти до I класу.
Це перші офіційні змагання в Галичині, які проводилися в рамках структур FIFA.

## Передумови проведення турніру
Станом на початок 1912 року серед футбольних команд Галичини, яка входила тоді в склад Австро-Угорської імперії, тільки краківська «Краковія» мала статус команди I класу. Інші футбольні клуби, які були членами Австрійського союзу футболу (АФС) (нім. Österreichischer Fußball-Bund (ÖFB)), належали до II класу. 
Ще 1911 року, представниками польських клубів Галичини, у Львові було засновано СПФ — Союз польського футболу (пол. Związek Polski Piłki Nożnej), який став членом Австрійського футбольного союзу (АФС), але діяв на території Галичини на правах повної автономії. Українські та єврейські клуби також мали виступати під його егідою. 
Для проведення першого Чемпіонату Галичини, СПФ організував у 1912 році «Кваліфікаційний турнір до I класу» для визначення команд, які разом з «Краковією» візьмуть участь у Чемпіонаті Галичини серед команд I класу. Кваліфікаційний турнір мав закінчитись до 20 червня 1912 року, для того щоб в осінній період провести Перший чемпіонат Галичини.
Місце в I класі мали отримати три найкращі команди. Регламент передбачав змагання в одне коло, по системі «кожний з кожним». Команди самі повинні були визначити дати своїх матчів із суперниками і подати на затвердження в СПФ. Турнір потрібно було закінчити до 20 червня. Місце в турнірі визначалося на підставі набраних очок (2 очка давалося за виграш, 1 за нічию, 0 — за програш). Команда, яка з тих, чи інших причин не проведе гру, хоча б з однією з усіх команд, що змагаються, втрачає право подальшої участі. Всі футболісти мали бути зареєстровані в Австрійському союзі футболу (АФС) (нім. Österreichischer Fußball-Bund (ÖFB)). Не можна було в команді виставляти футболіста, який брав участь у змаганні за інший клуб. Якщо команди, які займуть третє й четверте місця, наберуть порівну очок, то визначати, хто отримає місце в I класі буде СПФ.
У турнірі взяли участь «Вісла» (Краків), «Роботнічий клуб спортовий (РКС)» Краків, «Академічний ЗС» Краків, «Чарні» (Львів) та «Поґонь» (Львів). «Лехія» Львів могла взяти участь у турнірі, але тільки восени стала членом АФС і тому, не була допущена до змагань. Турнір розпочався 21 квітня 1912 року, матчем краківського АЗС з львівською «Поґоню», який закінчився нічиєю 3:3. 
Оскільки команди не могли дійти згоди між собою про дату та місце проведення матчів, до 20 червня багато матчів так і не було зіграно, тому 1 вересня 1912 року результати турніру було анульовано. СПФ було прийнято рішення провести весною наступного року новий кваліфікаційний турнір, але календар змагань призначає та затверджує сам СПФ. 
Та вже весною 1913 року, коли був складений календар, кваліфікаційний турнір вирішили не проводити, а надати статус команди I класу краківській «Віслі» та львівським «Поґоні» і «Чарним», щоб зразу розпочати Перший чемпіонат Галичини.  

## Турнірна таблиця
| М  | Команда/Місто  | 1   | 2   | 3    | 4 | 5   | І | В | Н | П | М'ячі  | О |
| -- | -------------- | --- | --- | ---- | - | --- | - | - | - | - | ------ | - |
| 1. | «Вісла» Краків |     | 1:0 |      |   | 4:1 | 3 | 2 | 0 | 1 | 6 — 3  | 4 |
| 2. | «Поґонь» Львів |     |     | 3:3  |   |     | 4 | 1 | 2 | 1 | 9 — 7  | 4 |
| 3. | АЗС Краків     |     |     |      |   | 6:0 | 2 | 1 | 1 | 0 | 9 — 3  | 3 |
| 4. | «Чарні» Львів  | 2:1 | 2:2 | 6:11 |   |     | 2 | 1 | 1 | 0 | 4 — 3  | 3 |
| 5. | РКС Краків     |     | 1:4 |      |   |     | 3 | 0 | 0 | 3 | 2 — 14 | 0 |

1 — матч «Чарні» Львів — АЗС Краків відбувся 06.10.1912 після оголошення про анулювання результатів змагань, і тому в турнірній таблиці не врахований.

### Інші кваліфікаційні турніри
Згідно рішення виконкому ПФС всі клуби II класу, які не змагаються за I клас, повинні також провести класифікаційні змагання, з метою поділу II класу на три групи, відповідно до прийнятої тоді АФС класифікації — II-A, II-B і II-C. Кожен клуб повинен зіграти у весняному сезоні 1912 року матчі з двома довільно вибраними клубами тієї ж групи.
Також проводили кваліфікаційний відбір команди, які мали шанс отримати звання команди III класу. Учасниками були другі, треті та четверті команди клубів.